# Vik, Buskerud
Vik är administrativt centrum i Hole kommun i Buskerud fylke i Norge.

## Näringsliv
Orten har bank, bibliotek, restauranger och matbutik.

## Sevärdheter
Vägen Bønsnes–Norderhov är en del av pilgrimsleden, Nidarosvägarna.
Bønsnes kirke är en votivkyrka antagligen ursprungligen uppförd någon gång mellan 1200 och 1300.